# برونا گالاگر
برونا گالاگر (انگلیسی: Bronagh Gallagher؛ زادهٔ ۲۶ آوریل ۱۹۷۲) بازیگر و خواننده اهل ایرلند شمالی است. وی از سال ۱۹۸۹ میلادی تاکنون مشغول فعالیت بوده‌است.
از فیلم‌ها یا برنامه‌های تلویزیونی که وی در آن نقش داشته‌است، می‌توان به داستان عامه‌پسند، جنگ ستارگان: قسمت اول - تهدید شبح، شرلوک هولمز، تریستان و ایزولد، آلبرت نابز، تعهدات، رعد و برق، ماری رایلی، تامارا درو، اسکاگراک، آخرین شانس هاروی، بطری بازی، بازگشت به مونتاوک، مالیس در سرزمین عجایب، آرتور کریسمس، نابغه، درمانگاه، پوآرو، شهر هالبی، خیابان و بی‌حیا اشاره کرد.